# Aleurolobus vitis
Aleurolobus vitis là một loài côn trùng cánh nửa trong họ Aleyrodidae, phân họ Aleyrodinae.
Aleurolobus vitis được Danzig miêu tả khoa học đầu tiên năm 1966.